# Sunset Bronson Studios
Sunset Bronson Studios est un studio de tournage dédié aux productions cinématographiques et télévisuelles situé à Hollywood sur Sunset Boulevard à l'intersection de Bronson Avenue. Ces studios ont été ceux de Warner Bros. de 1919 à 1937 puis de KTLA. De nombreuses émissions et séries ont été et sont enregistrées dans ce studio.
Depuis 2008, la gestion du site assurée par Hudson Capital est conjointe avec les Sunset Gower Studios situés à 300 m à l'intersection avec Gower Street.

## Historique
Après avoir tourné plusieurs films et séries dans des studios loués depuis 1914, les frères Warner achètent en 1919 une parcelle de 10 acres (40 469 m2) pour 25 000 $
En 1925, Warner Bros. inaugure dans le studio sa première station de radio station, KFWB.
En 1928, quand Warner Bros achète et prend le contrôle de la société First National Pictures, elle décide aussi de déménager dans le studio de Burbank plus vaste. Mais Warner conserve les studios de Sunset-Bronson à la fois comme annexe et laboratoire. Durant la Seconde Guerre mondiale, Warner réalise des films militaires et ses dessins animés Warner Bros. Animation dans ce studio.
En 1954, après près de 10 années comme studios mis à disposition en location, Paramount Pictures achète le terrain pour en faire une annexe des Paramount Studios, situés à moins de 2 kilomètres. En 1956, Paramount annonce installer une filiale pour la télévision dans le studio. En 1958, le studio est rebaptisé Paramount Sunset Studios, loué à des producteurs indépendants et en avril, la station de télévision KTLA commence ses diffusions.
En KTLA, Gene Autry achète KTLA à Paramount, puis en 1965, il achète le studio pour 12 millions de $ à travers sa société Golden West Broadcasters et continue de louer les studios.
En octobre 1982, Gene Autry annonce vendre KTLA et le studio à un groupe d'investisseurs. En mai 1985, Tribune Entertainment achète KTLA aux investisseurs mais attend 1988 pour acheter les studios.
En 2001, Tribune Entertainment annonce un projet de 10 à 20 millions de $ pour rénover le site et le transformer en un studio totalement numérique.
En août 2007, Hudson Capital achète les Sunset Gower Studios tout proches et lance une campagne de rénovation. En janvier 2008, Tribune Entertainment vend les studios à Hudson Capital pour 125 millions de $ qui les renomment Sunset Bronson Studios, les deux sites sont alors gérés conjointement.